# Стіан Рінгстад
Стіан Рінгстад (норв. Stian Ringstad, нар. 29 серпня 1991) — норвезький футболіст, захисник клубу «Улл-Кіса». Грав за національну збірну Норвегії.

## Клубна кар'єра
Народився 29 серпня 1991 року. Вихованець футбольної школи клубу «Ейдсволл». У дорослому футболі дебютував 2007 року виступами у другому за силою норвезькому дивізіоні за головну команду «Ейдсволла». Протягом двох сезонів зовсім юний захисник взяв участь у 42 матчах чемпіонату.
Своєю грою за цю команду привернув увагу представників тренерського штабу клубу «Ліллестрем», до складу якого приєднався 2009 року. Відіграв за клуб з Ліллестрема наступні сім сезонів своєї ігрової кар'єри, причому вже з 2011 року був одним з основних гравців лінії захисту команди.
На початку 2016 року отримав статус вільного агента і в такому статусі уклав контракт з португальською «Брагою». У Португалії провів лише півроку, протягом яких взяв участь у 7 іграх першості Португалії.
2017 року повернувся на батьківщину, де став гравцем «Стремсгодсета». Згодом також грав за «Саннефіорд» і «Гаугесун».
У травні 2020 року приєднався до клубу другого норвезького дивізіону «Улл-Кіса».

## Виступи за збірні
2007 року дебютував у складі юнацької збірної Норвегії, взяв участь у 26 іграх на юнацькому рівні, відзначившись 5 забитими голами.
2011 року залучався до складу молодіжної збірної Норвегії. На молодіжному рівні зіграв у 3 офіційних матчах.
27 травня 2014 року дебютував в офіційних матчах у складі національної збірної Норвегії, повністю відігравши програний з рахунком 0:4 товариський матч проти збірної Франції.
| Дата       | Місто                    | Господарі | Результат | Гості    | Турнір           | Голи | Примітки |
| ---------- | ------------------------ | --------- | --------- | -------- | ---------------- | ---- | -------- |
| 27/05/2014 | Сен-Дені (Сена-Сен-Дені) | Франція   | 4 – 0     | Норвегія | товариський матч | -    |          |
| Усього     |                          | Матчів    | 1         |          | Голів            | 0    |          |